# Bourrassol
Bourrassol (Borrassòl en occitan) est un petit quartier résidentiel informel de Toulouse. Situé sur la rive gauche de la Garonne, il fait partie du quartier administratif de Fontaine Bayonne - Cartoucherie.

## Histoire

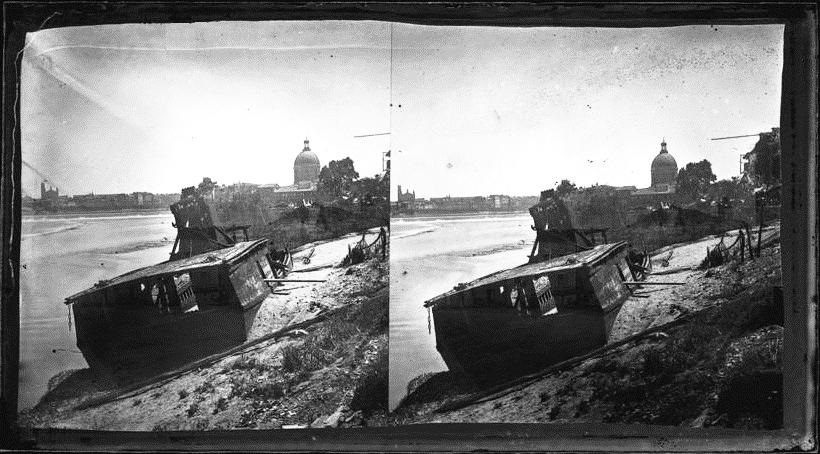
L'inondation de 1875 à Bourrassol.

Le quartier doit son nom à Jacques de Bourrassol, propriétaire d'un moulin au bord de la Garonne au XVIIe siècle.

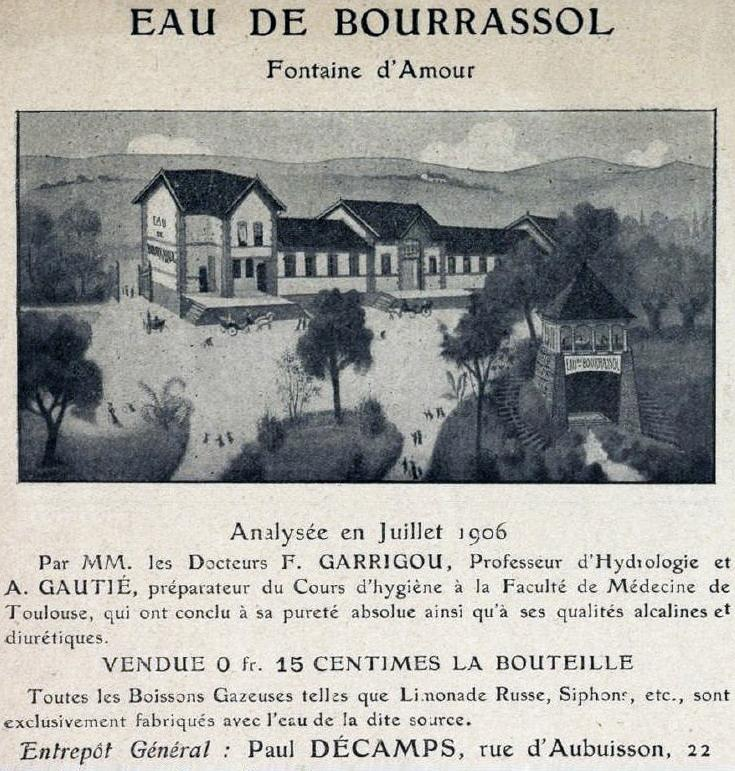
Réclame pour l'eau de Bourrassol (1906);
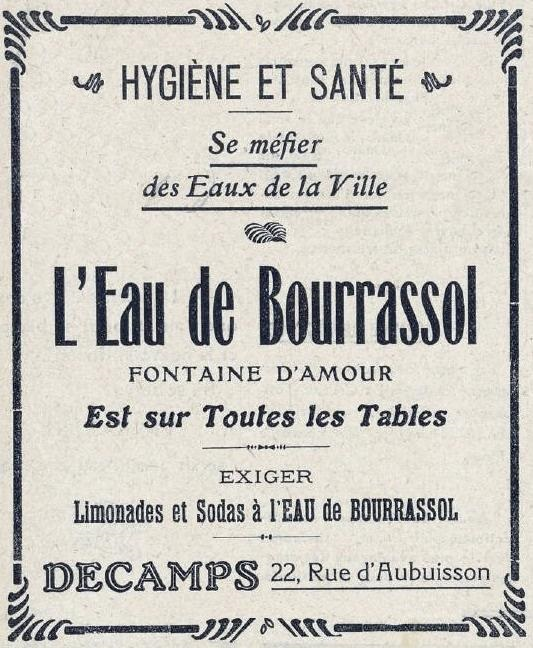
Réclame pour l'eau de Bourrassol (1912);
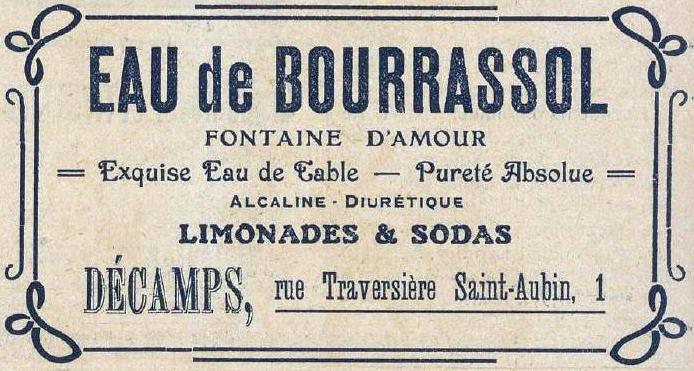
Réclame pour l'eau de Bourrassol (1913);
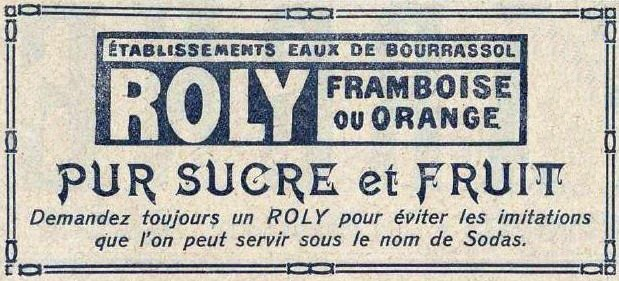
Réclame pour l'eau de Bourrassol (1920).